# Мирне (Тараклійський район)
Ми́рне (рум. Mirnoe) — село в Тараклійському районі Молдови. Разом з селами Кириловка і Чумай входить до складу комуни Виноградовка.

## Географія
Село розташоване на висоті 85 метрів над рівнем моря та є останнім молдовським населеним пунктом, що знаходиться на річці Великий Ялпуг, яка через 6 км впадає в українське озеро Ялпуг.
У селі розташований автомобільний пункт пропуску на кордоні з Україною «Мирне—Табаки». Відстань до адміністративного центру комуни села Виноградівка — 10 км.

## Населення
За даними перепису населення 2004 року, в селі Мирне проживає 288 осіб: 138 чоловіків та 150 жінок.

## Економіка
Економіка села обмежується обробкою сільськогосподарських земель і торгівлею. Сільськогосподарський потенціал села досить високий, однак у зв'язку з цілою низкою чинників, має низьку продуктивність: недорозвинений технологічний сектор, викликаний недоліком інвестицій і утруднений доступ до кредитів, низька заробітна плата працівників, трудова міграція. Безробіття залишається однією з найбільш гострих проблем, з якою стикається населення протягом останніх років.

## Водні ресурси
Водні ресурси Мирного представлені поверхневим водами. Поверхневі джерела води у селі обмежені. Якісних ресурсів для забезпечення питною водою та водою для іригації недостатньо.
Поверхневі води
Поверхневі води в селі Мирне представлені річкою Ялпуг, яка протікає поруч з населеним пунктом. Поверхневі води не можуть використовуватися для забезпечення жителів села питною водою.

## Водопостачання та водовідведення
Населення села має суттєві проблеми, пов'язані з доступом до питної води. Станом на 2016 рік у населеному пункті, що складається з 67 господарств, відсутній водопровід і каналізація. Населення забезпечується привізною водою з села Чумай приватним способом.